# Contea di McNairy
La contea di McNairy in inglese McNairy County è una contea dello Stato del Tennessee, negli Stati Uniti. La popolazione al censimento del 2000 era di 24 653 abitanti. Il capoluogo di contea è Selmer.